# Aloe pembana
Aloe pembana är en grästrädsväxtart som beskrevs av Leonard Eric Newton. Aloe pembana ingår i släktet Aloe och familjen grästrädsväxter. IUCN kategoriserar arten globalt som akut hotad. Inga underarter finns listade i Catalogue of Life.